# Tweede Kamerverkiezingen 1994/Kandidatenlijst/NCPN
De kandidatenlijst voor de Tweede Kamerverkiezingen 1994 van de NCPN was als volgt:

## De lijst
1. Rinze Visser - 8.577 stemmen
2. Betsy van Oortmarssen - 529
3. Arie van Kooten - 157
4. René Dammen - 219
5. Corry Westgeest - 111
6. Koert Stek - 481
7. Joop van Esch - 64
8. Rie Honselaar-Nordholt - 72
9. Servie l'Espoir - 86
10. Tineke Veltman-Stienstra - 72
11. Tom Boekman - 74
12. Koos van der Hoeven - 79
13. Hans Heres - 96
14. Job Pruijser - 36
15. Jaap Quakernaat - 45
16. Redgan van Sauers - 40
17. Corrie Feis - 32
18. Jasper Schaaf - 34
19. Brún Hofstra - 35
20. Hans Helffer - 33
21. Ton Paardekooper - 26
22. Ynske Jansen - 36
23. Engel Modderman - 61
24. Tilly Buth-Kat - 50
25. Rik Min - 27
26. Willem Ploeger - 56
27. Henk van de Poppe - 24
28. Jean-Paul Strik - 46
29. Chris Horselenberg - 98
30. Ries Adriaansen - 323

CDA · PvdA · VVD · D66 · GroenLinks · SGP · GPV · RPF · Centrumdemocraten · De Nieuwe Partij · PSP'92 · SP · SAP · Natuurwetpartij · PMR · Unie 55+ · SBP · AOV · CP'86 · Libertarische Partij · De Groenen · Vrije Indische Partij · NCPN · ADP · Solidair '93 · Patriottisch Democratisch Appèl
1994 · 1998 · 2003